# 人的行为
人類的行為是人類個體或群體在其生活中對內部和外部刺激做出反應的（精神、身體和社會方面的）潛力和表達能力。 雖然一個人的個性、氣質和遺傳的特定特徵可能更加一致，但其他行為會隨著一個人在生命階段之間的轉變而發生變化——即從出生到青春期、成年期，以及，例如，為人父母和退休。
行為也部分地由思想和感覺驅動，這些思想和感覺提供了對個人心理的洞察力，揭示了諸如態度和價值觀之類的事情。人類行為是由心理特徵塑造的，因為人格類型因人而異，從而產生不同的行動和行為。例如，外向的人比內向的人更有可能參加聚會等社交活動。
人類的行為（就像其他生物一樣）屬於一個範圍，其中一些行為是常見的，而另一些是不尋常的，有些是可以接受的，而另一些則超出了可接受的限度。行為的可接受性在很大程度上取決於社會規範，並受各種社會控制手段的調節，部分原因是人類社會普遍具有內在的順從性。因此，社會規範也制約著行為，人類被迫遵守某些規則並表現出某些根據特定社會或文化而被認為可接受或不可接受的行為。
社會科學研究人類行為，包括心理學、社會學、經濟學和人類學。在社會學中，行為可能泛指所有基本的人類行為，包括那些沒有意義的行為—不針對任何人的行為。這種一般意義上的行為不應與社會行為相混淆。社會行為是人類行為的一個子集，它解釋了針對他人的行為，與社會互動和文化以及倫理、社會環境、權威、說服和脅迫的相當大的影響有關。